# Rideau
Pour les articles homonymes, voir Rideau (homonymie).

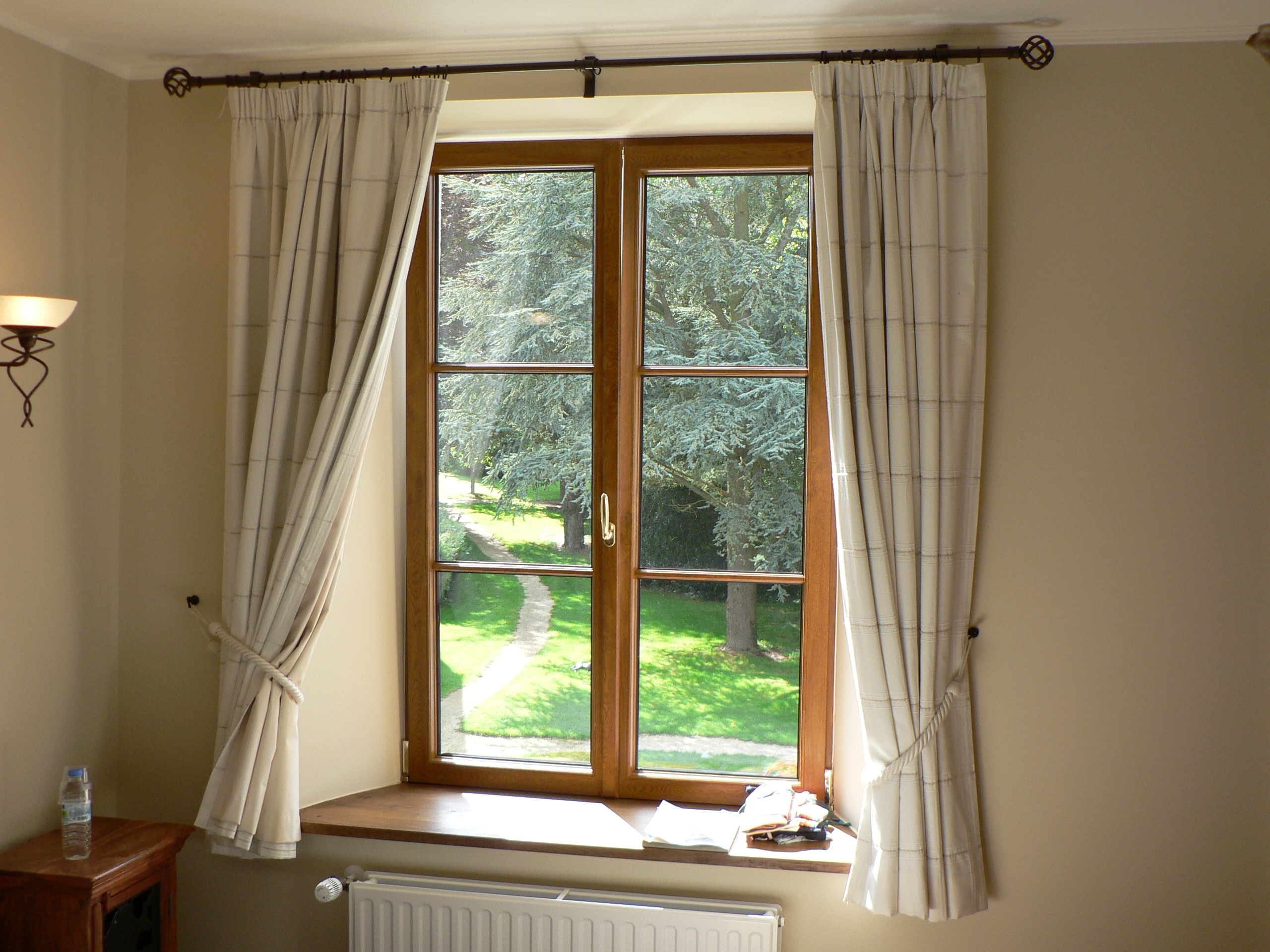
Rideaux ouverts.

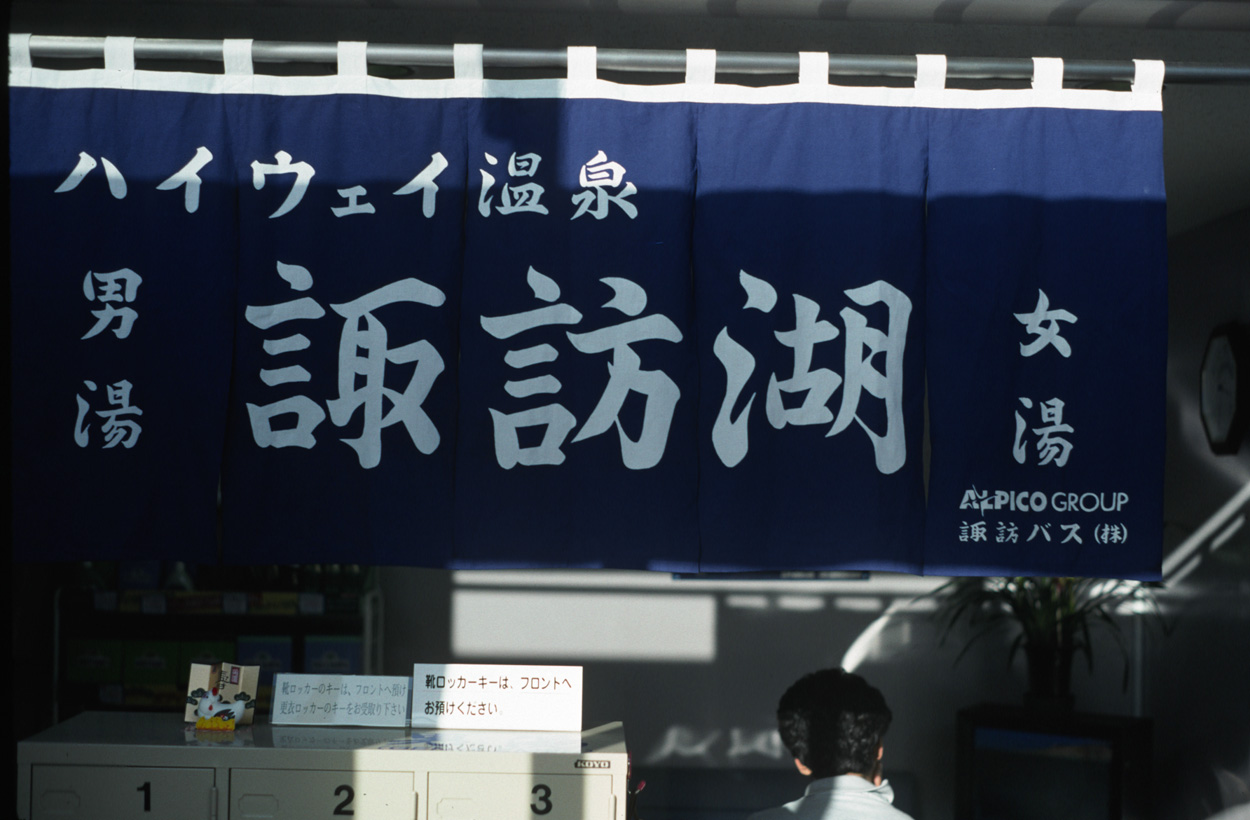
Noren (rideaux japonais) dans un onsen.

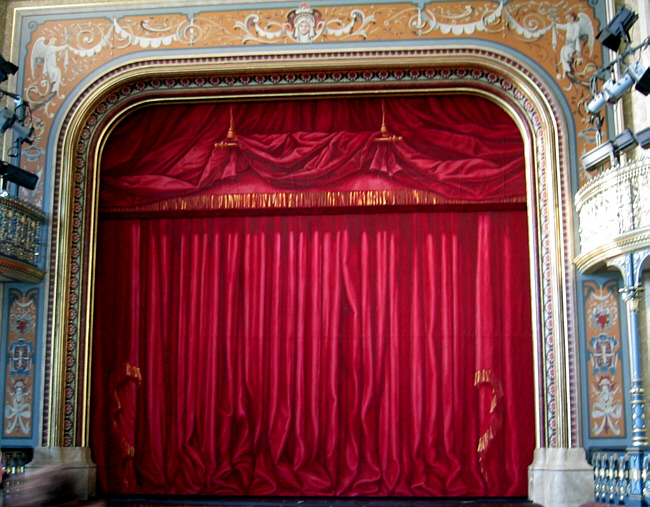
Rideau de scène en trompe-l'œil.

Un rideau, est une pièce de tissu dont le but est de diminuer la présence d'une ouverture. Il peut atténuer la lumière et la poussière. Les rideaux sont le plus souvent suspendus à l'aide de tringles devant l'encadrement d'une fenêtre ou d'une porte pour bloquer le passage de la lumière, par exemple pendant la nuit pour faciliter le sommeil, ou pour des raisons d'intimité. Le couvre-fenêtre est fixé dans le cadre,,,,.
De nombreux tissus, formes, tailles, et couleurs de rideaux existent, et ils ont souvent leur propre rayon dans les grands magasins, avec quelques magasins qui ne vendent que des rideaux. Dans les régions plus chaudes, on utilise parfois les obturateurs en bois au lieu de rideaux, la meilleure isolation du bois permettant de conserver les pièces au frais,,.
Les rideaux fournissent aussi une séparation visuelle dans des situations comme l'art performance, dans lequel les acteurs font leurs préparations finales pour le spectacle derrière le rideau pendant que les spectateurs attendent devant. D'habitude, le rideau s'ouvre quand le spectacle commence et ferme pendant les pauses ou la fin de la performance.
Il peut également servir de séparation entre deux pièces en aménagement intérieur, ou cacher des objets inesthétiques (compteur électrique, porte, etc.). Le rideau de douche, souvent fait de plastique ou de vinyle, empêche l'eau de se répandre dans la salle de bains et préserve l'intimité.

## Savoir-faire artisanal
La confection de rideaux peut être déclinée en plusieurs catégories : rideaux japonais, doubles-rideaux, stores bateaux… Ils relèvent alors d'un savoir-faire artisanal du fait de la technicité. La confection particulière des têtes (œillets, plis tapissiers, etc.) offrent une finition originale pour le décor. En occident la tringle à rideaux peut être masquée par une bande d'étoffe sur le même style, souvent de la même couleur, appelée cantonnière.

## Signification religieuse
Le rideau jouait un rôle spécial dans les histoires juive et chrétienne. Un rideau séparait le lieu saint, réservé aux prêtres, du « Saint des saints » dans le Temple de Jérusalem, réservé à l'Arche d'alliance (Exode 26:31-33). Encore aujourd'hui notamment dans les Églises dites orthodoxes orientales (Églises des trois conciles), utilisent un rideau pour séparer le Sanctuaire du reste de l'assemblée à certains moments de la Divine Liturgie.

### Dans leNouveau Testament
- Ev. de Matthieu 27, 50-51

(50) Mais Jésus, criant de nouveau d'une voix forte, rendit l'esprit. (51) Et voici que le voile du sanctuaire se déchira en deux du haut en bas ; la terre trembla, les rochers se fendirent ;
- Ev. de Luc 23, 45-46

(45) le soleil ayant disparu. Alors le voile du sanctuaire se déchira par le milieu ; (46) Jésus poussa un grand cri ; il dit : « Père, entre tes mains, je remets mon esprit. » Et, sur ces mots, il expira.
- Ev. de Marc 15, 37-38

(37) Mais, poussant un grand cri, Jésus expira. (38) Et le voile du sanctuaire se déchira en deux du haut en bas.
- L'Ev. de Jean ne porte pas mention du rideau du temple.

### Dans lestextes apocryphes
- Ev. de Pierre 5, 19-20

(19) Et le Seigneur cria en disant : « Ô ma force ! ô force ! Tu m'as abandonné. » Et après avoir parlé, il fut élevé. (20) Et au même instant, le voile du Temple de Jérusalem se déchira en deux.
La déchirure du rideau est toujours relatée au passif. Ce passif est appelé passif divin par les exégètes pour signifier que les auteurs ne nomment pas l'acteur mais le désigne en creux : il s'agit de Dieu. D'ailleurs, si l'on considère la déchirure plus précisément encore, elle est de « haut en bas », un indice supplémentaire laissé par les auteurs pour dire qu'un homme n'aurait pas pu déchirer ainsi le rideau.

## Composition des tissus utilisés pour les rideaux
La composition d'un tissu pour les rideaux indique le pourcentage de fils utilisés lors de son assemblage.
On distingue trois types de fibres essentiellement :
- fibre artificielle : fibre textile provenant de polymères naturels (viscose, acétate) ;
- fibre naturelle : soie, laine, coton, lin… ;
- fibre synthétique : fibre textile obtenue à partir de polymères dérivés du pétrole essentiellement (acrylique, polyamide, etc.).